# Чолово (селище)
Чолово (рос. Чолово) — селище у Лузькому районі Ленінградської області Російської Федерації.
Населення становить 84 особи. Належить до муніципального утворення Ям-Тьосовське сільське поселення.

## Історія
Згідно із законом від 28 вересня 2004 року № 65-оз належить до муніципального утворення Ям-Тьосовське сільське поселення.

## Населення
| 1879 | 1885 | 1909 | 1928 | 1965 | 1997 | 2007 |
| ---- | ---- | ---- | ---- | ---- | ---- | ---- |
| 332  | ↗341 | ↗452 | ↗487 | ↘140 | ↗143 | ↘88  |
| 2010 |      |      |      |      |      |      |
| ↘84  |      |      |      |      |      |      |